# Heinrich Gustav Reichenbach
Heinrich Gustav Reichenbach (Lipsia, 3 gennaio 1823 – Amburgo, 6 maggio 1889) è stato un botanico e ornitologo tedesco, considerato uno dei più autorevoli orchidologi del XIX secolo.

## Alcune opere
- Reichenbach, H.G. De pollinis Orchidearum genesi ac structura et de Orchideis in artem ac systema redigendis. Commentatio quam ex auctoritate amplissimi philosophorum ordinis die mensis julii decimo hora decima MDCCCLII illustris ictorum ordinis concessu in auditorio juridico pro venia docendi impetranda publice defendet. Lipsiae, F. Hofmeister, 1852
- Reichenbach, H.G. Beiträge zu einer Orchideenkunde Central-Amerika's. Hamburg, T.G. Meissner, 1866.
- Reichenbach, H.G. & Kraenzlin, W.L. Xenia Orchidacea. Beiträge zur Kenntniss der Orchideen. Lipsia, F.A. Brockhaus, 1858-1900. 3 voll. (disponibile online presso Harvard University Library website [collegamento interrotto]).

| Rchb.f. è l'abbreviazione standard utilizzata per le piante descritte da Heinrich Gustav Reichenbach. Consulta l'elenco delle piante assegnate a questo autore dall'IPNI. |

| Reichenbach è l'abbreviazione standard utilizzata per le specie animali descritte da Heinrich Gustav Reichenbach. Categoria:Taxa classificati da Heinrich Gustav Reichenbach |